# Campyloneurum fasciale
Campyloneurum fasciale là một loài dương xỉ trong họ Polypodiaceae. Loài này được Humb. & Bonpl. ex Willd. C. Presl mô tả khoa học đầu tiên năm 1836.